# Veliko Lipje
Veliko Lipje je naselje u slovenskoj Općini Žužemberku. Veliko Lipje se nalazi u pokrajini Dolenjskoj i statističkoj regiji Jugoistočnoj Sloveniji. 

## Stanovništvo
Prema popisu stanovništva iz 2002. godine naselje je imalo 41 stanovnika.